# 김주찬
김주찬(金周燦, 1981년 3월 25일~)은 대한민국의 야구 선수 출신 지도자이다. 선수 시절 포지션은 내야수, 외야수, 지명타자였으며 현재 KBO 리그 KIA 타이거즈의 벤치코치를 맡고 있다.

## 선수 시절

### 삼성 라이온즈시절
2000년 신인 드래프트 당시 2차 1라운드 지명을 받아 내야수로 입단하였다. 시즌 후 외야수 이계성과 함께 당시 롯데 자이언츠 소속이었던 마해영과 2:1로 트레이드되며 이적하였다.

### 롯데 자이언츠시절
2001년에 3할 타율을 기록해 컨택 타자로써 잠재력을 보였다. 2001년 8월 13일~9월 20일까지 15경기 연속 안타를 기록했다. 그러나 2002년 당시 감독이었던 우용득이 경질되고, 백인천이 감독 대행으로 부임하며 백인천의 권유로 교타자에서 장거리형 타자로 시도하다가 심한 부진을 보였다. 2002년~2004년까지 컨택 능력이 다소 떨어졌으나 2001년~2004년까지 도루 부문에서 각각 3위와 2위를 차지했다. 2004년 시즌 중 병역 비리 사건에 연루됐고, 2007년에 공익근무요원 소집 해제 후 복귀했다.
2010년에는 저조한 출루율에도 불구하고 65도루를 기록했으나 66도루를 기록한 이대형에게 밀려 도루왕 수상에 실패했다. 유격수 수비에 큰 허점을 보였다. 트레이드 후 3루수, 1루수, 외야수로 출전했지만 어느 포지션에서도 안정감 있는 모습을 보여주지 못했다. 빠른 발을 가졌으나 타구 반응 속도가 느려 외야 수비 범위가 평범했으나 2011년에 당시 외야수비코치였던 조원우의 지도에 힘입어 외야에서 안정적인 모습을 갖췄다.
2012년에도 안정적인 수비와 타격을 보여줬으며 시즌 후 FA 자격을 얻었다. 구단과의 협상에서 그는 4년 48억원을 요구했고, 구단은 4년 44억원을 제시했다. 의견차가 좁혀지지 않아 FA 시장에 나왔고, 같은 해 11월 18일에 4년 50억원, 보장액 46억원, 옵션 4억원의 조건으로 KIA 타이거즈로 이적하였다.

### KIA 타이거즈시절
2013년에 3경기만에 골절상을 당하고, 복귀하자마자 허벅지 부상을 당해 8월에 시즌 아웃됐다. 2014년에는 100경기 출장, 3할대 타율, 0.911의 OPS를 기록하며 커리어 하이를 기록했다. 2015년에는 잔부상으로 400타석을 넘기는 데 실패했지만 377타석에서 18홈런을 기록하며 개인 첫 시즌 두 자릿 수 홈런을 기록했다. 2016년에는 투수 정수민의 투구에 맞으며 미세 골절 부상으로 3주 가량 결장했으나 복귀 후에도 좋은 타격감을 유지해 안타, 홈런, 타점 등 도루를 제외한 대부분의 타격 지표에서 커리어 하이를 기록했다.
2016년 시즌 후 이범호에 이어 새로운 주장으로 임명됐다. 2017년 시즌 초에 극심한 슬럼프를 겪었지만, 중반부터 부활했다. 특히 2루타를 39개나 쳐 내며 팀이 8년 만에 정규 시즌에서 우승하는데 일조했다. 또한 1차전 패배 후 한국시리즈 2차전에서 노련하고 집요한 주루 플레이로 결승점을 만들며 시리즈 반전에 큰 공을 세웠다. 개인 첫 한국시리즈 우승이자 팀의 11번째 우승에 공헌했다. 2017년 시즌 후 FA를 선언했으며 2+1년 계약금 15억원, 연봉 4억원에 잔류했다. 2017년부터 팀의 주장을 맡다가 2019년 시즌 중 부상으로 2군에 내려가며 주장 자리를 당시 같은 팀이었던 안치홍에게 넘겨줬다. 후반에 유민상과 번갈아가며 1루수를 맡았다.
2020년 시즌 후 방출을 요청했고, 타 팀 이적을 추진했으나 새로운 팀을 찾지 못해 은퇴했다.

## 야구선수 은퇴 후
2021년부터 두산 베어스의 외야수비/주루코치로 활동했다.
2024년에는 롯데 자이언츠의 타격코치로 활동했다.
2025년에는 KIA 타이거즈 1군 벤치코치로 활동한다.

## 별명
- 종교가 불교이기에, 활약을 펼친 날이나 운좋게 안타가 되거나 하는 등의 일이 발생하면 '법력이 발생했다' 는 말과 함께 주찬+부처의 줄임말로 '주처'라고 불린다.
- 발이 빨라 그의 이름과 우사인 볼트를 합친 '주사인볼트'라고 불린다.
- 부상을 많이 당해 '유리몸'이라고 불린다.

## 등번호

### 선수 시절
- '10' - (2000년, 삼성 라이온즈)
- '12' - (2001년~2012년, 롯데 자이언츠)
- '16' - (2013년~2020년, KIA 타이거즈)

### 코치 시절
- '85' - (2021년~2023년, 두산 베어스 / 2024년~, 롯데 자이언츠)

## 출신 학교
- 충암초등학교
- 충암중학교
- 충암고등학교

## 통산 기록
| 연도 | 팀명   | 타율  | 경기 | 타수 | 득점 | 안타 | 2루타 | 3루타 | 홈런 | 루타 | 타점 | 도루 | 도실 | 볼넷 | 사구 | 삼진 | 병살 | 실책 |
| ---- | ------ | ----- | ---- | ---- | ---- | ---- | ----- | ----- | ---- | ---- | ---- | ---- | ---- | ---- | ---- | ---- | ---- | ---- |
| 2000 | 삼성   | 0.313 | 60   | 48   | 22   | 15   | 3     | 2     | 0    | 22   | 5    | 7    | 2    | 3    | 1    | 16   | 0    | 3    |
| 2001 | 롯데   | 0.313 | 86   | 300  | 57   | 94   | 21    | 4     | 4    | 135  | 31   | 29   | 8    | 24   | 2    | 56   | 7    | 13   |
| 2002 | 롯데   | 0.220 | 84   | 264  | 25   | 58   | 13    | 4     | 7    | 100  | 25   | 9    | 8    | 14   | 5    | 75   | 5    | 7    |
| 2003 | 롯데   | 0.297 | 55   | 125  | 12   | 20   | 5     | 1     | 3    | 36   | 3    | 7    | 2    | 5    | 0    | 33   | 1    | 0    |
| 2004 | 롯데   | 0.259 | 120  | 450  | 53   | 109  | 20    | 5     | 7    | 160  | 42   | 44   | 10   | 32   | 13   | 92   | 7    | 3    |
| 2007 | 롯데   | 0.261 | 113  | 387  | 49   | 101  | 17    | 1     | 5    | 135  | 30   | 22   | 8    | 13   | 8    | 69   | 4    | 4    |
| 2008 | 롯데   | 0.313 | 104  | 412  | 75   | 129  | 16    | 7     | 1    | 162  | 42   | 32   | 18   | 24   | 8    | 61   | 6    | 9    |
| 2009 | 롯데   | 0.310 | 109  | 435  | 77   | 135  | 30    | 5     | 7    | 196  | 51   | 34   | 7    | 28   | 6    | 56   | 7    | 6    |
| 2010 | 롯데   | 0.276 | 118  | 485  | 89   | 134  | 18    | 4     | 9    | 187  | 40   | 65   | 19   | 31   | 5    | 65   | 5    | 5    |
| 2011 | 롯데   | 0.312 | 86   | 321  | 58   | 100  | 12    | 3     | 6    | 136  | 40   | 25   | 10   | 27   | 7    | 38   | 4    | 2    |
| 2012 | 롯데   | 0.294 | 118  | 435  | 62   | 128  | 27    | 3     | 5    | 176  | 39   | 32   | 13   | 30   | 7    | 48   | 7    | 2    |
| 2013 | KIA    | 0.304 | 47   | 168  | 24   | 51   | 9     | 4     | 0    | 68   | 28   | 23   | 3    | 15   | 4    | 18   | 4    | 1    |
| 2014 | KIA    | 0.346 | 100  | 399  | 72   | 138  | 32    | 4     | 9    | 205  | 46   | 22   | 10   | 31   | 4    | 48   | 11   | 3    |
| 2015 | KIA    | 0.327 | 98   | 333  | 66   | 109  | 23    | 2     | 18   | 190  | 62   | 8    | 2    | 23   | 12   | 58   | 10   | 0    |
| 2016 | KIA    | 0.346 | 130  | 511  | 97   | 177  | 37    | 3     | 23   | 289  | 101  | 9    | 7    | 30   | 7    | 68   | 13   | 3    |
| 2017 | KIA    | 0.309 | 122  | 440  | 78   | 136  | 39    | 2     | 12   | 215  | 70   | 9    | 2    | 31   | 4    | 59   | 17   | 5    |
| 2018 | KIA    | 0.340 | 121  | 429  | 71   | 146  | 23    | 0     | 18   | 223  | 93   | 8    | 1    | 23   | 7    | 57   | 15   | 3    |
| 2019 | KIA    | 0.300 | 100  | 337  | 35   | 101  | 16    | 0     | 3    | 126  | 32   | 3    | 1    | 17   | 5    | 44   | 6    | 6    |
| 2020 | KIA    | 0.333 | 7    | 18   | 3    | 6    | 0     | 0     | 1    | 9    | 2    | 0    | 1    | 0    | 0    | 2    | 2    | 0    |
| 통산 | 19시즌 | 0.300 | 1778 | 6297 | 1025 | 1887 | 361   | 54    | 138  | 2770 | 782  | 388  | 132  | 401  | 105  | 963  | 131  | 75   |

## 가족관계
- 배우자 : 김리하 (2024년 12월 22일 결혼예정)